# The Witcher (Fernsehserie)
The Witcher ist eine US-amerikanisch-polnische Fantasyserie, die auf der Geralt-Saga von Andrzej Sapkowski basiert. Die erste Staffel wurde am 20. Dezember 2019 durch Netflix veröffentlicht, die zweite am 17. Dezember 2021. Im September 2021 bestellte Netflix eine dritte Staffel der Serie, wovon die ersten fünf Episoden am 29. Juni 2023 und die restlichen drei am 27. Juli 2023 erschienen sind. Die Hauptrolle des Geralt von Riva wird in den ersten drei Staffeln von Henry Cavill gespielt und in der vierten von Liam Hemsworth übernommen.
Nach einem polnischen Spielfilm von 2001 und der darauf basierenden 13-teiligen Fernsehserie von 2002 handelt es sich um die zweite filmische Umsetzung der Hexer-Saga.
In der visuellen Umsetzung ist die Serie auch insbesondere an die The-Witcher-Reihe des Computerspiel-Entwicklers CD Projekt angelehnt. Im Juli 2021 fand in Zusammenarbeit von CD Projekt und Netflix die virtuelle Convention WitcherCon statt, bei der sowohl serien- als auch spielbezogene Inhalte präsentiert wurden.
Im April 2024 wurde bekanntgegeben, dass die Serie um eine fünfte, finale Staffel verlängert wurde.

## Handlung
Die erste Staffel basiert vor allem auf dem Kurzgeschichtenband Der letzte Wunsch, einer Geschichte aus Das Schwert der Vorsehung, sowie Teilen des ersten Bandes der Pentalogie Das Erbe der Elfen. Drei Handlungsstränge auf teils unterschiedlichen Zeitebenen laufen parallel und führen die Staffel zum Ende hin zusammen, wobei verschiedene Charaktere oder Ereignisse im Vergleich zur Vorlage in einen anderen Kontext gesetzt wurden.
So behandeln einzelne Folgen die Kurzgeschichten Das kleinere Übel um die Räuberprinzessin Renfri, Der Hexer, in der Geralt eine Striege bekämpft und von ihrem Fluch erlöst, Eine Frage des Preises, in der Geralt bei Pavettas Vermählung mit dem Igel durch das „Gesetz der Überraschung“ eine Verbindung mit der ungeborenen Ciri eingeht, sowie Der Rand der Welt, als Geralt zusammen mit Rittersporn nach der Jagd auf einen Silvan in die Fänge von Elfen gerät. Der letzte Wunsch schildert das Zustandekommen der Verbindung von Geralt und Yennefer durch einen Dschinn. Die Grenzen des Möglichen schildert die Jagd auf einen Drachen.
Außerdem schildert die Staffel Yennefers Werdegang von einer missgestalteten Magd zur mächtigen Zauberin sowie Ciris Flucht aus Cintra, nach dem Angriff Nilfgaards, in den magischen Brokilon-Wald, bewohnt von Dryaden, und schließlich ihr erstes Zusammentreffen mit Geralt, dem sie als „Kind der Vorsehung“ versprochen war, was ihre Großmutter Calanthe aber zu verhindern versuchte.
Die zweite Staffel basiert auf der Geschichte Ein Körnchen Wahrheit aus Der letzte Wunsch sowie dem ersten eigentlichen Roman der Geralt-Saga Das Erbe der Elfen. Anders als in der vorherigen Staffel gibt es neue Handlungsstränge, welche nicht auf der Literaturvorlage beruhen.

## Produktion

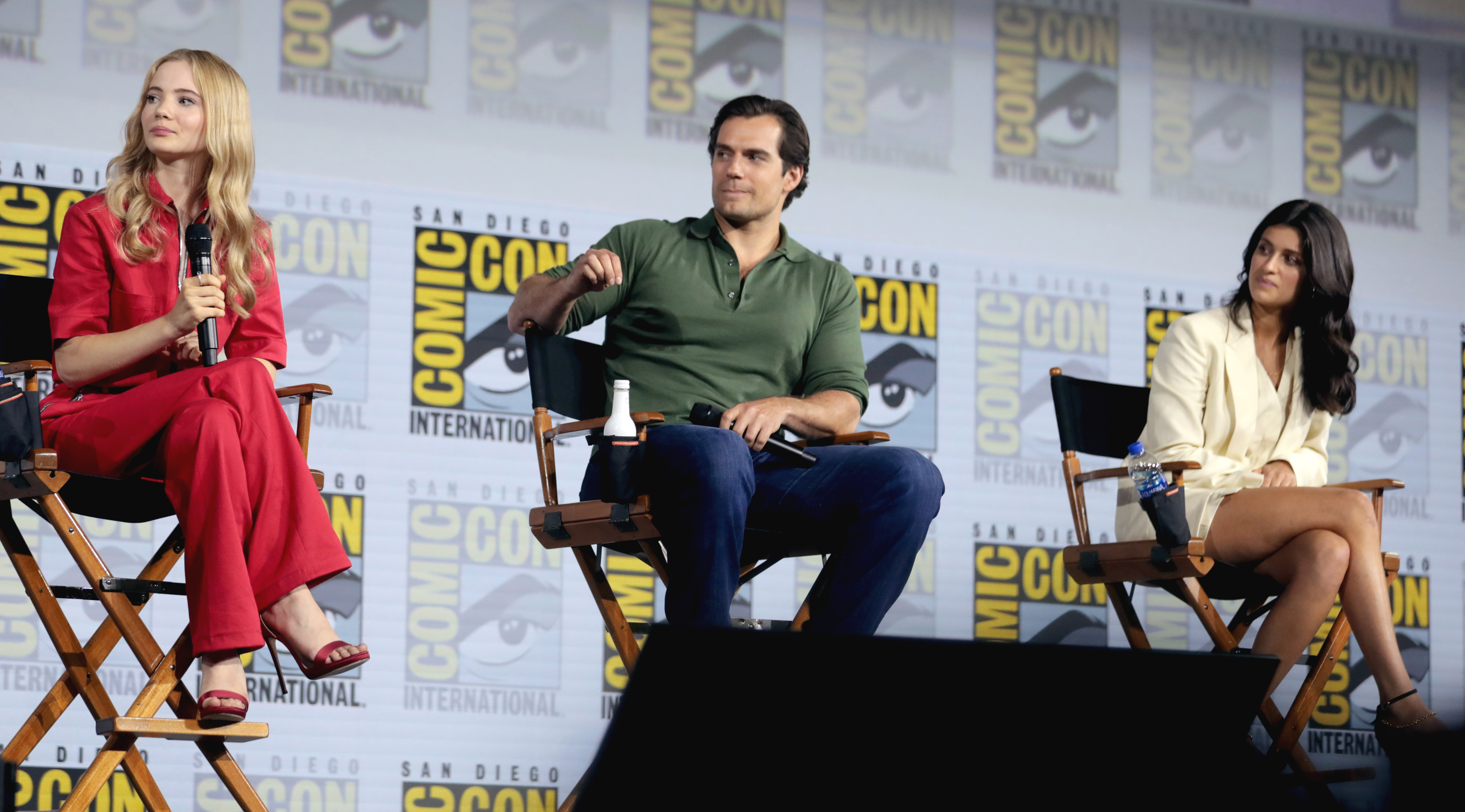
Die Hauptdarsteller Freya Allan, Henry Cavill und Anya Chalotra auf der San Diego Comic-Con International 2019

Im Mai 2017 wurde bekannt gegeben, dass Netflix die Geschichte von Geralt von Riva (Geralt of Rivia im englischen Original) adaptieren wird. Netflix wollte ursprünglich nur einen Film produzieren. Kelly Luegenbiehl, Vizepräsidentin der International Originals bei Netflix, intervenierte jedoch und meinte, dass das vorhandene Material deutlich mehr hergebe als die Produktion eines einfachen Films. Im Mai 2017 kündigte Netflix schließlich den Produktionsstart für die Serie an. Ende desselben Jahres wurde Lauren Schmidt Hissrich als Showrunnerin bekannt gegeben; im folgenden Monat Anfang 2018 lag das Drehbuch für die Pilotfolge vor.
Die acht Episoden lange erste Staffel wurde in Mitteleuropa gedreht. Als Darsteller des Hexers Geralt von Riva, des Serienprotagonisten, wurde Henry Cavill im September 2018 gecastet.
Die Dreharbeiten für die erste Staffel begannen am 31. Oktober 2018 in Ungarn, nachdem im selben Monat der vollständige Cast bekannt gegeben worden war. Im März 2019 wurde darüber hinaus auf Gran Canaria gedreht.
Ein erster Teaser wurde am 19. Juli 2019 veröffentlicht. Der Haupttrailer wurde am 31. Oktober 2019 veröffentlicht und nennt den 20. Dezember 2019 als Datum der Premiere.
Bereits vor der Veröffentlichung der zweiten Staffel am 17. Dezember 2021 wurde die Serie um eine dritte Staffel verlängert, deren Dreharbeiten im April 2022 begannen und im September desselben Jahres endeten. Sie wurde Ende Juni (5 Teile) und Ende Juli (3 Teile) veröffentlicht.
Eine vierte Staffel wurde am 29. Oktober 2022 bestätigt. Gleichzeitig gab Netflix bekannt, dass Hauptdarsteller Henry Cavill die Serie verlassen wird. Er wird ersetzt durch Liam Hemsworth, der fortan die Rolle des Geralt von Riva verkörpern soll.

## Besetzung und Synchronisation
Die deutschsprachige Synchronisation der Serie übernimmt die Berliner Synchron. Die Dialogbücher schreibt Arian Raschidi und die Dialogregie führt Frank Muth.

### Hauptbesetzung
| Rollenname                | Schauspieler          | Hauptrolle (Folgen)                                         | Nebenrolle (Folgen) | Synchronsprecher     |
| ------------------------- | --------------------- | ----------------------------------------------------------- | ------------------- | -------------------- |
| Geralt von Riva           | Henry Cavill          | 1.01–3.08                                                   |                     | Alexander Doering    |
| Cirilla (Ciri) von Cintra | Freya Allan           | 1.01–                                                       |                     | Lisa May-Mitsching   |
| Cahir                     | Eamon Farren          | 1.01, 1.04–1.06, 1.08–2.01, 2.03–2.08, 3.02–3.04, 3.06–3.07 |                     | Florian Clyde        |
| Yennefer von Vengerberg   | Anya Chalotra         | 1.02–                                                       |                     | Maria Hönig          |
| Rittersporn               | Joey Batey            | 1.02, 1.04–1.06, 2.04–2.05, 2.07–3.04, 3.06–3.07            |                     | Dirk Stollberg       |
| Tissaia de Vries          | MyAnna Buring         | 1.02–1.03, 1.05, 1.07–2.01, 2.03, 2.06–3.06, 3.08           |                     | Cathlen Gawlich      |
| Istredd                   | Royce Pierreson       | 1.02–1.03, 1.07, 2.03–2.06, 2.08, 3.03–3.06                 |                     | Fabian Oscar Wien    |
| Fringilla Vigo            | Mimi Ndiweni          | 1.02–2.03, 2.05–2.08, 3.02, 3.04, 3.06, 3.08                |                     | Dana Friedrich       |
| Dara                      | Wilson Radjou-Pujalte | 1.02–1.06, 2.04–3.01, 3.03–3.04, 3.07–3.08                  |                     | Julian Tennstedt     |
| Triss Merigold            | Anna Shaffer          | 1.03, 1.07–2.01, 2.03–2.07, 3.02, 3.04–3.06, 3.08           |                     | Patrizia Carlucci    |
| Vilgefortz                | Mahesh Jadu           | 1.07–2.01, 2.03, 2.07, 3.02, 3.04–3.08                      |                     | Philippa Jarke       |
| Filavandrel               | Tom Canton            | 2.02–2.03, 2.05–2.08                                        | 1.02                | Leonhard Mahlich     |
| Filavandrel               | Tom Canton            | 3.01, 3.03–3.04, 3.06                                       | 1.02                | Felix Spieß          |
| Francesca                 | Mecia Simson          | 2.02–2.03, 2.05–3.01, 3.03–3.04, 3.06, 3.08                 |                     | Ana Purwa            |
| Vesemir                   | Kim Bodnia            | 2.02–2.06, 2.08                                             |                     | Peter Reinhardt      |
| Vesemir                   | Theo James (Stimme)   |                                                             | 1.08                | Jaron Löwenberg      |
| Sigismund Dijkstra        | Graham McTavish       | 3.01–3.06, 3.08                                             | 2.04, 2.07–2.08     | Klaus-Dieter Klebsch |
| Philippa Eilhart          | Cassie Clare          | 3.01–3.06, 3.08                                             | 2.08                | Sophie Lechtenbrink  |
| Radovid                   | Hugh Skinner          | 3.01–3.04, 3.06–3.08                                        |                     | Ozan Ünal            |
| Duny vom Erlenwald        | Bart Edwards          |                                                             | 1.04, 2.02, 2.07    | Nico Sablik          |
| Emhyr var Emreis          | Bart Edwards          | 3.01–3.04, 3.08                                             | 2.08                | Nico Sablik          |

### Nebenbesetzung
| Rollenname                  | Schauspieler            | Nebenrolle (Folgen)                               | Synchronsprecher     |
| --------------------------- | ----------------------- | ------------------------------------------------- | -------------------- |
| Königin Calanthe            | Jodhi May               | 1.01, 1.04, 1.07, 2.05, 2.07, 3.07                | Christin Marquitan   |
| Mäussack                    | Adam Levy               | 1.01, 1.04–1.07, 2.08                             | Gerrit Hamann        |
| Eist Tuirseach              | Björn Hlynur Haraldsson | 1.01, 1.04, 1.07                                  | Tommy Morgenstern    |
| Stregobor                   | Lars Mikkelsen          | 1.01–1.03, 1.07, 2.03, 2.07, 3.01–3.02, 3.04–3.06 | Erich Räuker         |
| Renfri                      | Emma Appleton           | 1.01, 1.08                                        | Alice Bauer          |
| Danek                       | Tobi Bamtefa            | 1.01, 1.07                                        | Stefan Bräuler       |
| Lazlo                       | Maciej Musiał           | 1.01, 1.07                                        | Max Felder           |
| Marilka                     | Mia McKenna-Bruce       | 1.01                                              | Friedel Morgenstern  |
| Sabrina Glevissig           | Therica Wilson-Read     | 1.02–1.03, 1.07–1.08, 2.03, 3.02–3.06, 3.08       | Anne Patricia Reetz  |
| Sabrina Glevissig           | Therica Wilson-Read     | 1.02–1.03, 1.07–1.08, 2.03, 3.02–3.06, 3.08       | Johanna von Gutzeit  |
| Artorius Vigo               | Terence Maynard         | 1.03, 1.07, 2.01, 2.03, 2.07, 3.02, 3.04–3.06     | Lutz Schnell         |
| Vanielle of Brugge          | Judit Fekete            | 1.03, 1.07–1.08                                   |                      |
| König Foltest von Temerien  | Shaun Dooley            | 1.03, 1.08, 2.03, 2.08                            | Dennis Schmidt-Foß   |
| Eithne                      | Josette Simon           | 1.04–1.05                                         | Sabine Walkenbach    |
| Eithne                      | Lorna Brown             | 3.07–3.08                                         | Katharina Spiering   |
| Pavetta                     | Gaia Mondadori          | 1.04, 2.05, 2.07, 3.07                            | Angela Ringer        |
| Borch Drei Dohlen           | Ron Cook                | 1.06                                              | Lutz Mackensy        |
| Yarpen Zigrin               | Jeremy Crawford         | 1.06, 2.07, 3.01                                  | Gerald Schaale       |
| Zola                        | Anna-Louise Plowman     | 1.07–1.08                                         | Isabelle Schmidt     |
| Nivellen                    | Kristofer Hivju         | 2.01                                              | Peter Lontzek        |
| Lambert                     | Paul Bullion            | 2.02–2.06, 2.08                                   | Christoph Banken     |
| Coën                        | Yasen Atour             | 2.02–2.06, 2.08                                   | Arne Stephan         |
| Voleth Meir                 | Ania Marson             | 2.02–2.03, 2.05–2.07                              | Sabina Trooger       |
| Gage                        | Kaine Zajaz             | 2.02–2.03, 2.05–2.07, 3.01                        | Tobias Diakow        |
| Eskel                       | Basil Eidenbenz         | 2.02–2.03                                         | Basil Eidenbenz      |
| König Vizimir von Redanien  | Ed Birch                | 2.03–2.04, 2.07, 3.01–3.04, 3.08                  | Georgios Tzitzikos   |
| Rience                      | Chris Fulton            | 2.05–2.08                                         | Roman Wolko          |
| Rience                      | Sam Woolf               | 3.01–3.03, 3.06                                   | Roman Wolko          |
| Lydia van Bredevoort        | Aisha Fabienne Ross     | 2.05–2.08, 3.03, 3.05–3.06                        | Giuliana Jakobeit    |
| Nenneke                     | Adjoa Andoh             | 2.06–2.08                                         | Daniela Thuar        |
| Codringher                  | Simon Callow            | 2.06, 3.02                                        | Axel Lutter          |
| Fenn                        | Liz Carr                | 2.06, 3.02                                        | Silvia Mißbach       |
| Eredin                      | Sam Hazeldine           | 2.08, 3.03                                        | Martin Schubach      |
| Vespula                     | Beau Holland            | 3.01, 3.03                                        | Nicole Hannak        |
| Königin Hedwig von Redanien | Tracy-Ann Oberman       | 3.01–3.02                                         |                      |
| Gallatin                    | Robbie Amell            | 3.01–3.03                                         | Tim Knauer           |
| Teryn (falsche Ciri)        | Frances Pooley          | 3.02–3.03, 3.08                                   | Johanna Schmoll      |
| Eva                         | Cal Watson              | 3.02–3.04, 3.08                                   | Gabrielle Pietermann |
| Keira Metz                  | Safiyya Ingar           | 3.02, 3.05–3.06, 3.08                             | Betty Förster        |
| Margarita Laux-Antille      | Rochelle Rose           | 3.03–3.06, 3.08                                   | Elisa Bannat         |
| Valdo Marx                  | Nathan Armarkwei Laryea | 3.04–3.05                                         | Asad Schwarz         |
| Falka                       | Hiftu Quasem            | 3.07                                              | Carolin Brunk        |
| Milva                       | Meng’er Zhang           | 3.07–3.08                                         | Svantje Wascher      |
| Skomlik                     | Nicholas Karimi         | 3.07–3.08                                         | Sebastian Borucki    |

## Episodenliste

### Staffel 1
| Nr. (ges.) | Nr. (St.) | Deutscher Titel                    | Originaltitel                     | Erstveröffentlichung USA | Deutschsprachige Erstveröffentlichung (D/A/CH) | Regie                      | Drehbuch                |
| --- | --------- | ---------------------------------- | --------------------------------- | ------------------------ | ---------------------------------------------- | -------------------------- | ----------------------- |
| 1 | 1         | Des Endes Anfang                   | The End’s Beginning               | 20. Dez. 2019            | 20. Dez. 2019                                  | Alik Sakharov              | Lauren Schmidt Hissrich |
| Nach Geralt von Rivas Kampf mit einer Kikimora im Jahr 1231 betritt er die Stadt Blaviken und trifft dort auf Renfri, eine verfluchte Prinzessin, die sich in eine Banditin verwandelt hat und von dem Zauberer Stregobor gejagt wird, der sie für böse hält, weil sie während einer Sonnenfinsternis geboren wurde. Stregobor lockt Geralt in sein Versteck und will ihn anheuern, Renfri zu töten, aber Geralt lehnt ab. Renfri macht Geralt später einen Gegenvorschlag, den dieser jedoch mit einem Ultimatum ablehnt: Gehen oder sterben. Sie tut so, als würde sie zustimmen, aber als Geralt am nächsten Morgen aufwacht, erkennt er, dass Renfri nicht aufhören wird, bis Stregobor tot ist, und er eilt los, um sie aufzuhalten. Nachdem er ihre Männer getötet hat, kämpft er gegen Renfri und verwundet sie tödlich. Im Sterben erzählt sie ihm von einem Mädchen im Wald, das für immer sein Schicksal sei. Stregobor trifft ein, um Renfris Leiche zur Autopsie zu bringen. Als Geralt sich dagegen wehrt, zwingen ihn die Bürger auf Drängen von Stregobor, die Stadt zu verlassen. Im Jahr 1263 wird das Königreich Cintra von seinem südlichen Nachbarn Nilfgaard erobert. Prinzessin Cirilla, auch bekannt als Ciri, wird von ihrer Großmutter, Königin Calanthe, weggeschickt, um zu entkommen und Geralt zu finden. Cirilla wird von dem nilfgaardischen Offizier Cahir gefangen genommen, aber der Anblick der brennenden Stadt und der Burg löst ihre Kräfte aus, so dass sie entkommen kann. |           |                                    |                                   |                          |                                                |                            |                         |
| 2 | 2         | Vier Mark                          | Four Marks                        | 20. Dez. 2019            | 20. Dez. 2019                                  | Alik Sakharov              | Jenny Klein             |
| Im Jahr 1206 wird die bucklige Yennefer aus Vengerberg von Aedirn von ihrem Vater an Tissaia de Vries verkauft. Sie wird nach Aretuza gebracht, um sich in der Magie ausbilden zu lassen, hat aber Schwierigkeiten in der Praxis. Sie freundet sich mit Istredd an und verrät ihm sogar ihr Viertel-Elfen-Erbe, das der Grund für ihre Missbildung ist. Tissaia und Stregobor benutzen Yennefer bzw. Istredd, um sich gegenseitig auszuspionieren, ohne dass beide davon wissen. Später wird Yennefer Zeuge, wie Tissaia drei Schüler in Aale verwandelt, die als Quelle dienen und Aretuza mit Magie versorgen. Im Jahr 1240 wird Geralt angeheuert, um Getreidediebstähle in Posada zu untersuchen, und wird von Rittersporn, dem Barden, verfolgt. Sie treffen auf einen Sylvaner namens Torque, der sie bewusstlos schlägt und sie in seine Berghöhle bringt. Dort trifft Geralt auf Filavandrel, den Elfenkönig, und drängt ihn, sein Volk in bessere Länder zu führen, nachdem es von den Menschen verbannt wurde. Anstatt sie zu töten, befreit Filavandrel Geralt und Rittersporn und nimmt sich die Worte des Hexers zu Herzen. Im Jahr 1263 trifft Cirilla im Wald auf Dara, einen Jungen, der sie zu einem Flüchtlingslager führt. Dara kehrt zurück, um sie zu retten, als das Lager von Cahirs Truppen angegriffen wird, und später erfährt sie, dass Dara ein Elf ist. |           |                                    |                                   |                          |                                                |                            |                         |
| 3 | 3         | Verrätermond                       | Betrayer Moon                     | 20. Dez. 2019            | 20. Dez. 2019                                  | Alex Garcia Lopez          | Beau DeMayo             |
| Im Jahr 1210 werden Yennefer und Istredd während ihrer Ausbildung ein Liebespaar. Während Yennefer die Möglichkeit hat, ihren Körper während des Abschlusses in ihr Idealbild zu verwandeln, berät die Bruderschaft der Zauberer über die Zuteilung der neu Eingeweihten zu ihren jeweiligen Königreichen. Durch Stregobors Intrige wird Yennefer aufgrund ihres elfischen Blutes Nilfgaard statt dem von ihr bevorzugten Aedirn zugewiesen. Yennefer trennt sich wütend von Istredd, da sie weiß, dass nur er Stregobor von ihrem Blut hätte erzählen können. Nachdem sie die Abschlussprüfung verpasst hat, unterzieht sich Yennefer der schmerzhaften Verwandlung, um schön zu sein – auf Kosten ihrer Fruchtbarkeit. Mit ihrem neuen Körper bezaubert Yennefer Aedirns König Virfuril, sie als Beraterin zu nehmen, und schickt stattdessen Fringilla nach Nilfgaard. Im Jahr 1243 betritt Geralt das Königreich Temerien, um mit Hilfe von Triss Merigold, der Beraterin von König Foltest, ein Monster zu untersuchen. Er identifiziert das Monster als Striege, eine Kreatur, die durch einen Fluch geboren wurde, der, wie er später herausfindet, von dem Höfling Ostrit ausgesprochen wurde, der von der Affäre zwischen Foltest und seiner Schwester, Prinzessin Adda, erfahren hatte. Mit Ostrit als Köder kämpft Geralt, um die Striege bis zur Morgendämmerung in Schach zu halten, was den Fluch aufhebt. Im Jahr 1263 betritt Cirilla in Trance einen dichten Wald, während Dara versucht, ihr zu helfen. |           |                                    |                                   |                          |                                                |                            |                         |
| 4 | 4         | Bankette, Bastarde und Begräbnisse | Of Banquets, Bastards and Burials | 20. Dez. 2019            | 20. Dez. 2019                                  | Alex Garcia Lopez          | Declan de Barra         |
| Im Jahr 1240, nachdem sie Aedirn dreißig Jahre lang gedient hat, begleitet Yennefer die Königin Kalis von Lyria, als sie von einem Attentäter überfallen werden. Der Attentäter verfolgt sie durch mehrere Portale und tötet Kalis. Obwohl Yennefer mit Kalis' neugeborener Tochter entkommt, stellt sie fest, dass das Baby in ihren Armen gestorben ist. Im Jahr 1249 begleitet Geralt Rittersporn zur Verlobungsfeier von Prinzessin Pavetta, der Tochter von Königin Calanthe. Urcheon von Erlenwald (auch Duny genannt) unterbricht die Feier und fordert Pavettas Hand durch das Gesetz der Überraschung, da er ihren Vater Jahre zuvor gerettet hat. Urcheon leidet unter einem Fluch, der ihn in eine Igel-/Mensch-Kreatur verwandelt hat. Obwohl Pavetta zustimmt, weigert sich Calanthe und es kommt zu einer Schlägerei. Als Calanthe versucht, Urcheon zu töten, aktiviert Pavetta ihre Macht und entfesselt einen Strudel, bis Geralt und Mäussack eingreifen. Calanthe will, dass ihre Tochter glücklich ist, und vermählt Duny und Pavetta, wodurch Dunys Fluch aufgehoben wird. Duny, der für Geralts Hilfe dankbar ist, besteht darauf, dass er eine Belohnung erhält. Geralt beruft sich scherzhaft auf das Gesetz der Überraschung für etwas, das Duny hat, aber noch nicht kennt. Kurz danach stellt sich heraus, dass Pavetta mit Dunys Kind, Cirilla, schwanger ist. Im Jahr 1263 nehmen Nilfgaards Truppen die Verfolgung von Cirilla mit Mäussack als Gefangenem wieder auf. Währenddessen treffen Cirilla und Dara im Wald von Brokilon auf die Dryadenkönigin Eithne, während Cahir und Fringilla Ciris Aufenthaltsort ausfindig machen. |           |                                    |                                   |                          |                                                |                            |                         |
| 5 | 5         | Aufgestaute Begehren               | Bottled Appetites                 | 20. Dez. 2019            | 20. Dez. 2019                                  | Charlotte Brändström       | Sneha Koorse            |
| Im Jahr 1256, sieben Jahre nach Pavettas Verlobung, entdecken Geralt und Rittersporn einen Dschinn und lassen ihn versehentlich frei. Zunächst scheint es, als sei Rittersporn der „Meister“ des Dschinns, doch dann wird er schwer krank. Geralt sucht Hilfe beim nächstgelegenen Heiler, dem Elf Chireadan, aber da sie einen Magier brauchen, um Rittersporn zu heilen, verweist Chireadan sie widerwillig an Yennefer. Obwohl Yennefer Rittersporn heilt, will sie ihn benutzen, um den Dschinn zu fangen und ihn zu zwingen, ihren Wunsch nach Wiedererlangung ihrer Fruchtbarkeit zu erfüllen. Als Rittersporn seinen letzten Wunsch ausspricht, geschieht nichts, und es stellt sich heraus, dass nicht Rittersporn, sondern Geralt die Wünsche erhalten hat. Geralt erkennt, dass der Dschinn Yennefer töten wird, also benutzt er seinen dritten und letzten Wunsch, um sie zu retten (der Wunsch selbst wird jedoch nicht verraten). Der Dschinn verschwindet. Da sie sich zueinander hingezogen fühlen und in Sicherheit sind, nutzen Geralt und Yennefer die Chance und schlafen miteinander. Yennefer fragt, was sein dritter Wunsch war, aber Geralt schläft ein, ohne zu antworten. Im Jahr 1263 heuert Cahir einen Doppelgänger an, der die Identität von Mäussack annimmt; der Doppelgänger kopiert dessen körperliche Gestalt samt Erinnerungen und tötet ihn dann. Später erlaubt Eithne Ciri, in Brokilon zu bleiben, aber „Mäussack“ erscheint und überredet Ciri, mit ihm zu gehen. Dara geht ebenfalls mit. |           |                                    |                                   |                          |                                                |                            |                         |
| 6 | 6         | Seltene Arten                      | Rare Species                      | 20. Dez. 2019            | 20. Dez. 2019                                  | Charlotte Brändström       | Haily Hall              |
| Im Jahr 1262 werden Geralt, Rittersporn und Yennefer von dem Abenteurer Borch und seinen beiden Leibwächtern Téa und Véa eingeladen, an einer Drachenjagd teilzunehmen. Mehrere Gruppen beteiligen sich an der Jagd, darunter ein Ritter in Begleitung Yennefers. Darüber hinaus gibt es eine Gruppe von Zwergen und eine mit professionellen Monsterjägern. Zunächst ziehen alle gemeinsam los. Nachdem die Gruppe über Nacht gezeltet hat, findet sie am Morgen Yennefers Begleitung tot auf, und die Monsterjäger sind verschwunden. Die Zwerge führen ihre Gruppe zu einer Abkürzung durch die Berge, doch die Holzpassage bricht ein. Borchs Gruppe opfert sich, um die anderen nicht zu gefährden. Geralt und Yennefer versöhnen sich, bevor sie die Drachenhöhle erreichen. Sie finden einen toten grünen Drachen samt Drachenei vor, das von Téa und Véa bewacht wird. Borch offenbart sich als Vilentretenmerth, einen goldenen Drachen. Zu fünft verteidigen sie das Ei gegen die eingetroffenen Monsterjäger. Später offenbart Geralt Yennefer seinen dritten Wunsch, der ihre Schicksale miteinander verbindet. Yennefer, die glaubt, dass ihre Gefühle für Geralt künstlich sind, erklärt, dass sie nicht mit ihm zusammen sein kann und verlässt ihn. Verletzt macht Geralt Rittersporn für all sein Unglück verantwortlich und hofft, dass sie sich nie wiedersehen. Im Jahr 1263 wird Dara misstrauisch gegenüber „Mäussack“, so dass Ciri ihn zur Rede stellt und der Doppler sich dadurch zu erkennen gibt. In dem Handgemenge wird Dara niedergeschlagen, während Ciri flieht, aber von Cahir gefangen genommen wird. „Ciri“ entpuppt sich als der Doppler und kämpft gegen Cahir, bevor er flieht. Dara befreit die echte Ciri, verlässt sie aber. Cahir und Fringilla planen ihren nächsten Schritt. |           |                                    |                                   |                          |                                                |                            |                         |
| 7 | 7         | Vor dem Fall                       | Before a Fall                     | 20. Dez. 2019            | 20. Dez. 2019                                  | Alik Sakharov & Marc Jobst | Mike Ostrowski          |
| Im Jahr 1263, als Nilfgaard sich anschickt, in Cintra einzumarschieren, beschließt Geralt, sich auf sein Gesetz der Überraschung zu berufen und Ciri in Anspruch zu nehmen, um sie zu schützen. Als er die von Calanthe angebotene Hochstaplerin „Ciri“ durchschaut, wird er gefangen genommen. Nach einem Besuch bei Istredd kehrt Yennefer mit dem Zauberer Vilgefortz nach Aretuza zurück. Als er seine Absicht ankündigt, Magier gegen Nilfgaard zu mobilisieren, lehnt sie ab. Die Bruderschaft beschließt, neutral zu bleiben, aber Tissaia, Vilgefortz, Triss und andere Magier beschließen, zu kämpfen. Tissaia überredet Yennefer, sich anzuschließen. Nilfgaard fällt in Cintra ein, plündert die Stadt und bricht in die Burg ein. Calanthe versucht, Ciri mit Geralt wegzuschicken, aber er ist aus seiner Zelle geflohen und nirgends zu finden. Ciri ist nach ihrer Flucht aus Cintra auf sich allein gestellt. Später wird sie von ihren alten Freunden entdeckt, die sich plötzlich gegen sie wenden, und ihre Kräfte werden aktiviert. |           |                                    |                                   |                          |                                                |                            |                         |
| 8 | 8         | Viel mehr                          | Much More                         | 20. Dez. 2019            | 20. Dez. 2019                                  | Marc Jobst                 | Lauren Schmidt Hissrich |
| Nachdem er aus Cintra geflohen ist, verteidigt Geralt einen Händler gegen untote Monster, wird aber verwundet und verliert das Bewusstsein. Yennefer und die Magier verstärken den strategisch wichtigen Bergfried von Sodden Hill, um die Nilfgaardianer daran zu hindern, in den Rest der Nördlichen Königreiche einzufallen. Die Nilfgaardianer starten ihren Angriff, wobei beide Seiten Magie einsetzen und sich gegenseitig schwere Verluste zufügen. Tissaia versucht, Fringilla zur Vernunft zu bringen, aber Fringilla setzt sie außer Gefecht. Vilgefortz kämpft gegen Cahir, verliert aber und wird einen Hügel hinuntergeschleudert. Als Vilgefortz aufwacht, tötet er einen nordischen Zauberer und entpuppt sich als Verräter. Nilfgaardische Soldaten beginnen, die Festung zu stürmen, aber Yennefer kanalisiert einen gewaltigen Feuerstrom und verschwindet dann scheinbar. Ciri wird von der Frau geweckt, die sie zuvor getroffen hat, und entdeckt die Leichen um sie herum. Die Frau nimmt sie mit zu ihrem Hof. Geralt träumt von seiner Mutter Visenna, die ihn als Kind aussetzte, um zum Hexer gemacht zu werden, und wacht dann auf dem Karren des Händlers auf. Als sie auf dem Hof des Händlers ankommen, hört er, wie die Frau mit dem Mann über Ciri spricht. Er geht in den Wald, wo Ciri und Geralt sich schließlich treffen und umarmen. Sie fragt Geralt, wer Yennefer ist. |           |                                    |                                   |                          |                                                |                            |                         |

### Staffel 2
| Nr. (ges.) | Nr. (St.) | Deutscher Titel       | Originaltitel         | Erstveröffentlichung USA | Deutschsprachige Erstveröffentlichung (D/A/CH) | Regie          | Drehbuch                                |
| --- | --------- | --------------------- | --------------------- | ------------------------ | ---------------------------------------------- | -------------- | --------------------------------------- |
| 9 | 1         | Ein Körnchen Wahrheit | A Grain of Truth      | 17. Dez. 2021            | 17. Dez. 2021                                  | Stephen Surjik | Declan de Barra                         |
| Auf dem Schlachtfeld nach dem Sieg über die Nördlichen Königreiche treffen Geralt und Ciri auf Tissaia, die ihnen mitteilt, dass Yennefer tot ist. Auf der Reise mit Ciri hält Geralt an, um seinen Freund Nivellen zu besuchen, und stellt fest, dass er in eine Bestie verflucht wurde. Geralt untersucht das nahe gelegene Dorf und stellt fest, dass eine Bruxa, ein Vampir, die Dorfbewohner in die Flucht geschlagen hat. Er kehrt zurück und sieht, wie die Bruxa Nivellens Blut trinkt. Geralt kämpft gegen sie und tötet sie, wodurch Nivellens Fluch aufgehoben wird. Nivellen offenbart, dass er die Bruxa geliebt und nichts getan hat, um sie vom Angriff auf das Dorf abzuhalten. Nivellen bittet Geralt, ihn zu töten, aber Geralt weigert sich. In Aretuza foltert Tissaia Cahir, um Informationen über Nilfgaard zu erhalten. Fringilla hat Yennefer gefangen genommen und ist auf dem Weg nach Cintra, aber ihre Gruppe gerät unterwegs in einen Hinterhalt. |           |                       |                       |                          |                                                |                |                                         |
| 10 | 2         | Kaer Morhen           | Kaer Morhen           | 17. Dez. 2021            | 17. Dez. 2021                                  | Stephen Surjik | Beau DeMayo                             |
| Yennefer und Fringilla werden von Filavandrel gefangen genommen, der sie zur elfischen Zauberin Francesca Findabair bringt. Francesca will sie töten lassen, aber Filavandrel argumentiert, dass sie in diesen Wäldern, die menschlich sind, nützlich sind. Die Elfen graben in der Nähe eines verfallenen Monolithen auf Geheiß von Francesca, die Visionen von einer weiß gewandeten Gestalt hat, die sie für den elfischen Propheten Ithlinne hält. Auch Yennefer und Fringilla träumen von rot bzw. schwarz gekleideten Gestalten. Sie erzählen Filavandrel von ihren Träumen und schlagen vor, dass sie den Elfen helfen könnten; Filavandrel erwägt dies, als die Elfen etwas finden. Ein Tunnel führt zu einem Altar, auf dem eine Beschwörungsformel steht. Yennefer sagt die Beschwörung auf, und der Altar öffnet sich, um einen Durchgang zu einer magischen Hütte in einem Wald zu enthüllen. Die drei Zauberinnen werden von der Todeslosen Mutter besucht, einem geheimnisvollen Wesen, das für jede eine andere Gestalt annimmt – Yennefer sieht eine jüngere Tissaia, Fringilla sieht Kaiser Emhyr und Francesca sieht Ithlinne – und ihnen den Weg zeigt, den sie gehen müssen, um ihren größten Wunsch zu erfüllen. Die Zauberinnen werden befreit. Fringilla schließt sich Francesca an, um eine Allianz zwischen Elfen und Nilfgaarden zu bilden; Yennefer nennt sie Narren und versucht, ein Portal zu öffnen, nur um festzustellen, dass sie ihre Magie verloren hat. Geralt und Ciri schließen sich den übrigen Hexern in Kaer Morhen an. Eskel kommt zu spät und trägt die abgetrennte Hand eines Waldschrats bei sich. Die Hexer feiern gerade, als ihre Medaillons zu vibrieren beginnen, was bedeutet, dass ein Monster in der Nähe ist. Geralt entdeckt, dass Eskel von dem Waldschrat infiziert wurde und sich in einen solchen verwandelt, was eigentlich unmöglich sein sollte. Eskel sagt, er sei zurückgekehrt, um Hilfe zu suchen, aber er kann den Waldschrat-Teil nicht kontrollieren und greift Vesemir an, so dass Geralt gezwungen ist, ihn zu töten. Geralt erkennt, dass Kaer Morhen nicht sicher ist, und erklärt sich bereit, Ciri im Kampf auszubilden. |           |                       |                       |                          |                                                |                |                                         |
| 11 | 3         | Was verloren ging     | What Is Lost          | 17. Dez. 2021            | 17. Dez. 2021                                  | Sarah O’Gorman | Lauren Schmidt Hissrich & Clare Higgins |
| Ciri trainiert weiterhin Schwertkampf, Fitness und Beweglichkeit. Vesemir untersucht den mutierten Waldschrat. Yennefer macht sich auf den Weg nach Aretuza; Tissaia teilt ihr mit, dass ihre Abwesenheit bei der Bruderschaft Verdacht auf ihre Loyalität erregt hat, und bittet sie, sich zurückzuhalten. Stregobor verhört Yennefer, bis Tissaia eingreift. Später teilt sie Yennefer mit, dass sie weiß, dass sie ihre Magie verloren hat. Der Rat der Bruderschaft beschließt, dass Yennefer Cahir hinrichten muss, um ihre Loyalität zu beweisen. Während der Hinrichtungszeremonie vor einer Audienz der Bruderschaft und der nördlichen Monarchen lässt Yennefer Cahir frei und die beiden fliehen. Die schwangere Francesca und die Elfen lassen sich in Cintra unter dem Schutz von Nilfgaard nieder. In Kaer Morhen offenbart Geralt Ciri, dass sie möglicherweise magische Kräfte von ihrer Mutter geerbt hat. Sie spüren den Waldschrat auf; während des Kampfes erscheint ein Myriapod, ein tausendfüßiges Monster, und tötet den Waldschrat, bevor er Ciri verfolgt. Geralt tötet den Myriapoden. |           |                       |                       |                          |                                                |                |                                         |
| 12 | 4         | Redanische Spionage   | Redanian Intelligence | 17. Dez. 2021            | 17. Dez. 2021                                  | Sarah O’Gorman | Sneha Koorse                            |
| Triss kommt in Kaer Morhen an, nachdem sie von Geralt eingeladen wurde, Ciri bei der magischen Ausbildung zu helfen. Geralt, Ciri und Triss untersuchen die Ursprünge des Myriapods und des Waldschrats und finden heraus, dass sie mit Monolithen verbunden sind. Ciri gesteht, dass sie einen Monolithen in Cintra umgestürzt hat. Triss bringt Geralt zu Istredd, der für das Studium von Monolithen bekannt ist. Vesemir entdeckt, dass Ciri Elder-Blut hat, das lange Zeit als ausgestorben galt und Gerüchten zufolge ein Bestandteil von Mutagenen sein soll, mit denen Hexer erschaffen werden. Yennefer und Cahir werden nun gesucht und fliehen in die Stadt Oxenfurt im Norden, wo ein Pogrom gegen Elfen stattfindet. In Redanien schmieden Sigismund Dijkstra und Philippa Eilhart, Spionagemeister bzw. Hofmagier von König Vizimir, Pläne zur Eroberung von Cintra. Sie rekrutieren den eingekerkerten Elfen Dara als Informant. Währenddessen entdecken Yennefer und Cahir, dass eine Gestalt namens Sandpiper, die sich als Rittersporn entpuppt, Elfen nach Cintra schmuggelt. Mit Rittersporns Hilfe gehen Yennefer, Cahir und Dara an Bord des Schiffes, das nach Cintra fährt. Nachdem Rittersporn abgereist ist, muss Yennefer feststellen, dass er sich in Schwierigkeiten gebracht hat. |           |                       |                       |                          |                                                |                |                                         |
| 13 | 5         | Entscheidungen        | Turn Your Back        | 17. Dez. 2021            | 17. Dez. 2021                                  | Ed Bazalgette  | Haily Hall                              |
| Rience, ein Feuermagier, wird aus dem Gefängnis befreit und von der Zauberin Lydia, die einem unbekannten Meister dient, beauftragt, Ciri zu finden. Geralt und Istredd reisen zu dem gefallenen Monolithen außerhalb von Cintra. Yennefer, die das Schiff verlassen hat, rettet Rittersporn vor Rience; sie werden dann von Stadtwachen getrennt und gefangen genommen. Vesemir offenbart Ciri seinen Plan, neue Hexer zu erschaffen. Ciri willigt ein, besteht aber darauf, die erste Kandidatin zu sein. Bei der Untersuchung der Ruinen des Monolithen stellen Geralt und Istredd die Hypothese auf, dass es sich bei den Monolithen um Tore handelt, die, wenn sie aktiviert werden, Monstern den Eintritt in ihre Welt ermöglichen. Geralt erfährt von Istredd, dass Yennefer am Leben ist. Triss, die versucht, Ciri davon abzubringen, führt ein Ritual durch, in der Hoffnung, Ciris Kraftquelle zu entdecken. Sie entdecken die Prophezeiung von Ithlinne, die vorhersagt, dass ein Kind des Elderblutes die Welt zerstören wird. Ciris Kräfte aktivieren den Cintra-Monolithen und lassen einen Chernobog erscheinen, der dann davonfliegt. Geralt kehrt durch ein Portal zurück nach Kaer Morhen und hält Ciri davon ab, sich an der Umwandlung zu beteiligen. Cahir kommt in Cintra an. Yennefer beschwört die Todeslose Mutter und verschwindet; sie hat den Auftrag, Ciri an einen Ort außerhalb Cintras zu bringen. |           |                       |                       |                          |                                                |                |                                         |
| 14 | 6         | Lieber Freund...      | Dear Friend           | 17. Dez. 2021            | 17. Dez. 2021                                  | Louise Hooper  | Matthew D’Ambrosio                      |
| Geralt führt Ciri außerhalb von Kaer Morhen; sie werden von dem Chernobog angegriffen, dem Geralt in Cintra begegnet ist. Geralts Pferd Plötze wird tödlich verwundet, doch Geralt gelingt es, das Monster zu töten. In Kaer Morhen werden Vesemir und Triss von Rience überfallen, der die Mutagene stiehlt und entkommt. Nachdem Geralt Plötze aus ihrem Elend befreit hat, reisen er und Ciri zum Tempel von Melitele, wo Geralt hofft, dass Ciri lernt, ihre Kräfte zu kontrollieren. Sie treffen auf Yennefer, die kurz nach ihnen eintrifft. Francesca bringt erfolgreich die erste vollständige Elfengeburt seit Jahren zur Welt. Cahir offenbart Fringilla, dass Emhyr Cintra besucht. Istredd findet eine Verbindung zwischen Ciri und Lara Dorren, einer legendären Elfenkriegerin, heraus. Yennefer erzählt Geralt, dass Rittersporn in Schwierigkeiten steckt und von dem Feuermagier verfolgt wird, von dem Geralt annimmt, dass er nach Ciri sucht. Rience erscheint mit den Michelet-Brüdern im Tempel. Geralt bittet Yennefer, Ciri zu nehmen, während er Rience aufhält. Yennefer und Ciri schließen sich in einem Raum ein und Yennefer bringt Ciri bei, ein Portal zu öffnen. Rience entkommt und Yennefer und Ciri verschwinden durch ein Portal. Triss erzählt Tissaia von Ciris Elderblut. |           |                       |                       |                          |                                                |                |                                         |
| 15 | 7         | Voleth Meir           | Voleth Meir           | 17. Dez. 2021            | 17. Dez. 2021                                  | Louise Hooper  | Mike Ostrowski                          |
| Yennefer und Ciri begeben sich zum Haus der Frau, die Ciri aufgenommen hat, und entdecken, dass die Familie von Rience ermordet wurde. Geralt befreit Rittersporn aus dem Gefängnis und bittet um Hilfe bei der Suche nach Yennefer und Ciri. Rittersporn erzählt Geralt von Yennefers verlorener Magie und ihrer gemurmelten Beschwörungsformel; Geralt erkennt die Beschwörungsformel und erkennt, dass Yennefer mit der Todeslosen Mutter oder Voleth Meir, einem Dämon, der sich von Schmerz ernährt, im Bunde ist. Die beiden treffen sich und schließen sich mit Yarpen Zigrins Zwergenbande zusammen. Die Geburt von Francescas Baby veranlasst die Elfen, ihre Prioritäten zu überdenken, und sie beschließen, sich auf den Wiederaufbau zu konzentrieren, anstatt für Nilfgaard zu kämpfen. Francesca erklärt einer besorgten Fringilla, dass sie das Band des Blutes über die Freundschaft stellt. Fringilla reist nach Aretuza, um ihren Onkel Artorius um Hilfe zu bitten, in der Hoffnung, dass ihr Blutsband ihn umstimmen wird, doch Artorius weist sie zurück und meint, sie habe in Nilfgaard nie Macht gehabt. Frustriert über ihre schwindende Macht, ermordet Fringilla vier Generäle der Weißen Flamme und schüchtert Cahir ein, damit er sich beim Kaiser für sie verbürgt. Tissaia erzählt Vilgefortz von Ciri und verrät Triss. Dara hört auf, für Dijkstra zu spionieren. Ciri liest versehentlich die Gedanken von Yennefer und sieht ihren Verrat. Ciri ist verärgert und hat einen Ausbruch, der eine nahegelegene nilfgaardische Patrouille alarmiert, aber Geralt, Rittersporn und Yarpen kommen noch rechtzeitig, um sie zu besiegen. Geralt zieht seine Klinge gegen Yennefer und befiehlt Yarpen und Rittersporn, Ciri nach Kaer Morhen zu bringen. Yennefer sagt die Beschwörungsformel auf. In der Burg wacht Francesca auf und findet ihr Baby ermordet vor. Ihr Schmerzensausbruch gibt Voleth Meir die Kraft, sich zu befreien; Geralt und Yennefer treffen ein, als der Dämon aus der Hütte entkommt. |           |                       |                       |                          |                                                |                |                                         |
| 16 | 8         | Familie               | Family                | 17. Dez. 2021            | 17. Dez. 2021                                  | Ed Bazalgette  | Lauren Schmidt Hissrich                 |
| Eine besessene Ciri beginnt in Kaer Morhen Hexer im Schlaf zu töten. Die übrigen Hexer, Yennefer und Rittersporn planen, Voleth Meir aus Ciri zu vertreiben. Voleth Meir nutzt die Macht von Ciri, um einen in der Halle versteckten Monolithen freizulegen, und schleust dann mehrere Basilisken ein. Geralt und Vesemir versuchen, Ciri in Schach zu halten, während der Rest der Hexer die Monster bekämpft. Francesca macht die Nördlichen Königreiche für den Verlust ihres Neugeborenen verantwortlich und tötet in Redania menschliche Babys. Yennefer bietet sich als Wirt für Voleth Meir an, nachdem sie sich bei Ciri entschuldigt hat, und befreit die Prinzessin aus dessen Kontrolle. Ciri bringt Geralt und Yennefer in eine unbekannte Welt, wo Voleth Meir Yennefers Körper zurücklässt. Ciri, Geralt und Yennefer sehen die Wilde Jagd, die Ciri entführen will, während Voleth Meir ihren Körper wiederherstellt und sich ihnen anschließt. Zurück in Kaer Morhen stellt Yennefer nach ihrer Flucht aus dieser Welt fest, dass ihre Kräfte zurückgekehrt sind. Geralt erkennt, dass Ciri nicht in Kaer Morhen bleiben kann. Da er davon ausgeht, dass Vizimir hinter Ciri her ist, setzen die Bruderschaft und die verbleibenden nördlichen Monarchen ein Kopfgeld auf Ciri und ihre Beschützer aus. Istredd erzählt Francesca von Ciris Elderblut und sie erkennt, dass Ciri die Hoffnung der Elfen ist. Kaiser Emhyr trifft in Cintra ein und enthüllt, dass er Francescas Neugeborenes hat töten lassen; er lässt Fringilla und Cahir verhaften, weil sie ihn belogen haben, und gibt sich außerdem als Ciris Vater Duny zu erkennen. |           |                       |                       |                          |                                                |                |                                         |

### Staffel 3
| Nr. (ges.) | Nr. (St.) | Deutscher Titel               | Originaltitel                                          | Erstveröffentlichung USA | Deutschsprachige Erstveröffentlichung (D/A/CH) | Regie           | Drehbuch                          |
| --- | --------- | ----------------------------- | ------------------------------------------------------ | ------------------------ | ---------------------------------------------- | --------------- | --------------------------------- |
| Ausgabe 1 |           |                               |                                                        |                          |                                                |                 |                                   |
| 17 | 1         | Shaerrawedd                   | Shaerrawedd                                            | 29. Juni 2023            | 29. Juni 2023                                  | Stephen Surjik  | Mike Ostrowski                    |
| Nachdem sie Kaer Morhen verlassen haben, sind Geralt, Yennefer und Ciri auf der Flucht vor Kopfgeldjägern, während sie Ciris Ausbildung in Kampf und Zauberei fortsetzen. Nach sechs Monaten lassen sie sich in einem von Yarpen Zigrin zur Verfügung gestellten Haus nieder. Als ein von Rience eingesetztes Monster – ein Jackapace – angreift, beschließt das Trio, Rience in eine Falle zu locken, um ihn ein für alle Mal zu erledigen. Francesca Findabairs Scoia'tael sind auf der Suche nach Ciri, die sie als die auserkorene Retterin der Elfen ansehen. In Redanien ist König Vizimir enttäuscht, dass es seinem Spionagemeister Dijkstra und seiner Hofmagierin Philippa Eilhart nicht gelungen ist, Ciri, die er heiraten wollte, zu fangen, so dass er diese Aufgabe seinem Bruder Radovid anvertraut. Die Redaner verhandeln heimlich mit Rittersporn über Ciri, den sie bei seinen altruistischen Aktionen als Sandpiper unterstützt haben. Bei den elfischen Ruinen von Shaerrawedd werden Geralt, Yennefer, Ciri, Rittersporn und Yarpens Gruppe sowohl von Rience's Männern als auch von den Scoia'tael angegriffen. Es kommt zu einem Dreikampf, und Yennefer erfährt, dass Rience im Auftrag eines unbekannten mächtigen Magiers handelt. Sie schlägt vor, dass sie Tissaia de Vries um Hilfe bitten. Jaskier sagt Philippa und Radovid, dass er ihnen helfen wird, Ciri zu holen, aber sie müssten ihr Vertrauen gewinnen, indem sie Rience ausschalten. |           |                               |                                                        |                          |                                                |                 |                                   |
| 18 | 2         | Getrennter Weg                | Unbound                                                | 29. Juni 2023            | 29. Juni 2023                                  | Stephen Surjik  | Tania Lotia                       |
| Yennefer und Ciri reisen inkognito nach Aretuza, aber Ciris unkontrollierte Magie behindert und kompromittiert sie, was zu Konflikten zwischen den beiden führt. In Aretuza entdeckt Triss Merigold, die inzwischen Lehrerin ist, dass mehrere Schüler verschwunden sind. Im von Nilfgaard kontrollierten Cintra entkommt die degradierte Fringilla aus der Gefangenschaft und Cahir wird von Gallatin, seinem Elfenfreund und Mitglied der Scoia'tael, vor Angreifern gerettet. Geralt und Rittersporn suchen Codringher und Fenn auf, um Informationen über Rience zu erhalten, und die Ermittler finden heraus, dass Rience und sein Drahtzieher in einer redanischen Burg in Vuilpanne ihre Basis haben. Später verhört Rience Codringher und Fenn über Geralt, bevor er sie ermordet, wobei er von Philippa beobachtet wird. In Vuilpanne erschlägt Geralt ein Monster, das sich als drei durch mutagene Zauberei verwandelte Frauen entpuppt, und er rettet auch ein verzweifeltes Halb-Elfen-Mädchen aus der Festung. Nachdem sie sich in Sicherheit gebracht hat, erkennt das Mädchen Geralt wieder und behauptet, Ciri zu sein. |           |                               |                                                        |                          |                                                |                 |                                   |
| 19 | 3         | Wiedersehen                   | Reunion                                                | 29. Juni 2023            | 29. Juni 2023                                  | Gandja Monteiro | Haily Hall                        |
| Geralt bringt das Halb-Elfen-Mädchen zu seiner Freundin Anika, einer Druidin, die erfährt, dass das Mädchen Teryn heißt und einem Zauber zur Gedankenkontrolle unterworfen wurde. Geralt versucht, Teryn Informationen zu entlocken, doch ein unbekannter Magier ergreift von ihr Besitz und greift alle an. Später offenbart eine verletzte Anika Geralt, dass seine Mutter Visenna, ihre alte Freundin, verstorben ist. In Gors Velen trifft Yennefer auf Tissaia de Vries, während Ciri in der Stadt Chaos anrichtet und einmal mehr die Aufmerksamkeit auf sich zieht, als sie dank ihres Hexer-Wissens einen Betrüger entlarvt. Nachdem sie einen entlaufenen Flügeldrachen erlegt hat, wird sie ausgeraubt, und während sie die Diebin verfolgt, trifft sie auf Yennefer und andere Hexerinnen, die sie in ein Badehaus bringen. Desillusioniert und frustriert über ihr Verhalten läuft Ciri nach einer Auseinandersetzung mit Yennefer davon. Istredd ist auf der Suche nach dem Buch der Monolithen, einer uralten Schrift über gefährliche Elfenmagie. Rience trifft sich mit Lydia, um ihre nächsten Schritte zu besprechen. Nachdem Gallatin Kaiser Emhyr über Francescas Taten informiert hat, weist Emhyr Cahir an, seine Loyalität zu beweisen, was Cahir dazu veranlasst, Gallatin zu ermorden und danach zusammenzubrechen. Auf der Flucht vor Gors Velen gerät Ciri in einen Hinterhalt der Wilden Jagd, doch sie wird von Geralt gerettet. |           |                               |                                                        |                          |                                                |                 |                                   |
| 20 | 4         | Die Einladung                 | The Invitation                                         | 29. Juni 2023            | 29. Juni 2023                                  | Gandja Monteiro | Rae Benjamin                      |
| Kaiser Emhyr befiehlt Cahir, Francesca zu ermorden. Als er sie und die Scoia'tael erreicht, überredet Cahir sie, sich ihnen bei der Suche nach Ciri anzuschließen. Fringilla genießt ihre neu gewonnene Freiheit. An Bord eines Schiffes nach Aretuza werden Geralt, Ciri, Rittersporn und der Rest der Besatzung von einem Aeschna angegriffen, der von Ciri getötet wird. In Aretuza überredet Yennefer die Bruderschaft der Zauberer, ein Konklave für Magier abzuhalten, um die Einheit des Nordens gegen Nilfgaard zu stärken. Später besucht Yennefer den redanischen Hof, um Philippa Eilhart einzuladen und die Unterstützung von König Vizimir zu gewinnen, der nicht nur Philippa, sondern auch Dijkstra und Radovid zur Teilnahme auffordert. Auf dem Rückweg gerät Yennefer in einen Hinterhalt. Währenddessen forschen Triss und Istredd nach den verschwundenen Aretuzan-Schüler bzw. dem Buch der Monolithen. So wie Yennefer und Geralt kommen sie zu dem Schluss, dass Stregobor der Drahtzieher hinter diesen Ereignissen sowie hinter Riences Taten sein muss. Ciri und Rittersporn werden an einem sicheren Ort außerhalb von Aretuza versteckt. Dort wird Rittersporn von Radovid angesprochen, und sie gestehen sich ihre romantischen Gefühle füreinander und küssen sich. Geralt, Yennefer und die Magier des Nordens versammeln sich in Aretuza, um das Konklave mit einem Bankett zu beginnen. |           |                               |                                                        |                          |                                                |                 |                                   |
| 21 | 5         | Die Kunst der Illusion        | The Art of Illusion                                    | 29. Juni 2023            | 29. Juni 2023                                  | Loni Peristere  | Clare Higgins                     |
| Nach dem Bankett besprechen Geralt und Yennefer die Ereignisse des Abends im Rückblick. Trotz seiner Verachtung unterhält sich Geralt mit den feiernden Zauberern, während Yennefer ihn daran erinnert, dass sie sich bedeckt halten müssen, um Stregobor während des am Folgetag stattfindenden Konklaves zu entlarven. Ihre Pläne ändern sich jedoch, als Yennefer von Istredd und Triss auf Stregobors Besitz des Buchs der Monolithen aufmerksam gemacht wird. Geralt und Istredd täuschen einen Kampf vor, um Yennefer zu decken, als sie in Stregobors Arbeitszimmer einbricht, wo sie das Buch sowie offensichtliche Beweise für die Entführung von Halb-Elfen-Schülern entdeckt. Stregobor wird von Tissaia, Vilgefortz und Artorius verhaftet, und das Bankett wird als diplomatischer Erfolg gewertet. Als Yennefer und Geralt jedoch alle Puzzleteile des Abends zusammensetzen, erkennen sie, dass Vilgefortz, der Stregobor nur reingelegt hat, der Drahtzieher hinter Riences Aktionen und den Entführungen ist. Während sie die Hallen auskundschaften, um sich den Weg freizumachen, wird Geralt durch Geräusche eines entfernten Kampfes abgelenkt und von Dijkstra mit einem Messer in einen Hinterhalt gelockt. |           |                               |                                                        |                          |                                                |                 |                                   |
| Ausgabe 2 |           |                               |                                                        |                          |                                                |                 |                                   |
| 22 | 6         | Gut geplant ist halb gewonnen | Everybody Has A Plan ‘til They Get Punched In The Face | 27. Juli 2023            | 27. Juli 2023                                  | Loni Peristere  | Javier Grillo-Marxuach            |
| Dijkstra nimmt Geralt gefangen. Redanische Soldaten unter der Führung von Philippa und mehrere Magier aus dem Norden führen eine Revolte durch und verhaften Magier, die mit Nilfgaard unter Vilgefortz kollaboriert haben. Tissaia glaubt den Anschuldigungen nicht und lässt die festgenommenen Magier frei, doch dann entpuppt sich Vilgefortz als Verräter und flieht aus Aretuza, um Ciri gefangen zu nehmen. Zuvor lässt er zu, dass nilfgaardische und Scoia'tael-Truppen unter der Führung von Cahir und Francesca in Aretuza eindringen. Damit beginnt ein Kampf zwischen ihnen und den Magiern des Nordens. Radovid versucht scheinbar Ciri zu entführen, wird aber von Rittersporn auf frischer Tat ertappt. Geralt, Ciri und Yennefer geraten in einen Hinterhalt von Rience. Es gelingt ihnen Rience zu töten. Yennefer beschließt daraufhin, sich der Schlacht anzuschließen, die Aretuza in Schutt und Asche legt, da auf beiden Seiten viele Menschen sterben, darunter auch Filavandrel und Stregobor. Geralt und Ciri werden von Cahir, der seine Meinung geändert hat, vor den Scoia'tael gerettet, doch schon bald werden sie von Vilgefortz angegriffen. Geralt befiehlt Ciri zu fliehen und stellt sich dem Magier zum Kampf, doch Vilgefortz besiegt Geralt mit Leichtigkeit und folgt Ciri zum Turm von Tor Lara. Der schwer verwundete Geralt wird von Triss gefunden, die ihn nach Brokilon bringt. Kurz bevor sie in Tor Lara gefangen genommen wird, zapft Ciri die Macht eines Monolithen an und löst eine Explosion aus, die den Turm zerstört. |           |                               |                                                        |                          |                                                |                 |                                   |
| 23 | 7         | Vom Regen in die Traufe       | Out Of The Fire, Into The Frying Pan                   | 27. Juli 2023            | 27. Juli 2023                                  | Bola Ogun       | Matthew D’Ambrosio                |
| In Aretuza findet Rittersporn Radovid und konfrontiert ihn mit seinem Versuch, Ciri für Redanien zu entführen, woraufhin die beiden sich trennen. Rittersporn trifft auch Yennefer wieder, die ihm mitteilt, dass Ciri verschwunden ist. In Brokilon kümmern sich Dryaden unter der Führung von Königin Eithné um den schwer verwundeten Geralt. Ciri wird durch ein Portal bei Tor Lara teleportiert und findet sich in der Einöde der Wüste Korath wieder. Auf der Suche nach Wasser und Nahrung trifft sie auf ein Einhorn, das sie „Little Horse“ nennt und das ihr Gesellschaft leistet. Während sie tagelang durch die Wüste wandert, wird Ciri von Visionen über die Vergangenheit und die Zukunft gequält, über ihre Lieben und Falka, eine Halb-Elfen-Prinzessin, die für ihre Verbrechen auf dem Scheiterhaufen verbrannt wurde. Als ein Wüstenmonster Ciri angreift und das Einhorn schwer verwundet, wird Ciri durch die Vision von Falka überredet, gefährliche Feuermagie einzusetzen, um das Einhorn zu heilen. Als sie dies tut, wird sie von einer heftigen feurigen Vision fast verzehrt, bevor sie ihre Magie aufgibt und das Bewusstsein verliert und von Kopfgeldjägern umzingelt aufwacht. Rittersporn besucht Brokilon und findet heraus, dass der Wald ein Zufluchtsort für Menschen geworden ist, die vor dem Krieg fliehen. Als er den sich langsam erholenden Geralt findet, informiert er ihn über die Gerüchte, dass Ciri auf dem Weg nach Nilfgaard sei. |           |                               |                                                        |                          |                                                |                 |                                   |
| 24 | 8         | Der Preis des Chaos           | The Cost Of Chaos                                      | 27. Juli 2023            | 27. Juli 2023                                  | Bola Ogun       | Mike Ostrowski & Troy Dangerfield |
| Yennefer trifft sich mit Crach von Craite, der ihr von den Gerüchten erzählt, dass Ciri auf dem Weg nach Nilfgaard ist. Auf der Suche nach Ciri stürmen Yennefer und ihre Mitzauberinnen Vilgefortz' Festung Vuilpanne, doch sie finden sie leer vor. Sie stoßen auf die Leichen der entführten Aretuzan-Schülerinnen sowie auf Philippa. Tissaia und Philippa machen sich gegenseitig für den tragischen Ausgang des Thanedd-Putsches verantwortlich. In Aretuza begeht die von Schuldgefühlen geplagte und resignierte Tissaia Selbstmord. In Redanien befiehlt König Vizimir Dijkstra, Philippa als Sündenbock für den gescheiterten Putsch zu ermorden. Philippa ist vorgewarnt und inszeniert Vizimirs Ermordung, um Radovid zum neuen König zu krönen. Yennefer reist nach Brokilon und heilt Geralt, der sich auf den Weg macht, um Ciri vor Emhyr zu retten, begleitet von Rittersporn und Milva, einer Bogenschützin aus Brokilon. Fringilla und Francesca kommen in Nilfgaard an und schmieden ein Komplott gegen Emhyr, aber als Fringilla versehentlich die Wahrheit über Nilfgaards Rolle bei der Ermordung von Francescas Baby enthüllt, verlässt die Elfenkönigin das Land und schwört Rache. Yennefer beruft einen Rat der verbliebenen Magierinnen in Aretuza ein und erklärt, dass sie Vilgefortz aufhalten müssen. Später heißt Emhyr Ciri am nilfgaardischen Hof willkommen, doch scheinbar ohne sein Wissen entpuppt sie sich als Teryn, die sich als Ciri ausgibt. Um eine der ihren zu retten, tötet eine Banditengruppe namens „Die Ratten“ Ciris Entführer und ermutigt sie anschließend, gegen ihren Entführer zu kämpfen, was Ciri auch tut und damit ihren ersten Menschen tötet. Als die Ratten sie bei sich aufnehmen, stellt Ciri sich als „Falka“ vor. |           |                               |                                                        |                          |                                                |                 |                                   |

## Zeittafel der Serienfolgen
| Jahr | Geralt    | Yennefer  | Ciri      |
| ---- | --------- | --------- | --------- |
| 1206 |           | 1.02      |           |
| 1210 |           | 1.03      |           |
| 1231 | 1.01      |           |           |
| 1240 | 1.02      | 1.04      |           |
| 1243 | 1.03      |           |           |
| 1249 | 1.04      |           |           |
| 1256 | 1.05      | 1.05      |           |
| 1262 | 1.06      | 1.06      |           |
| 1263 | 1.07–1.08 | 1.07–1.08 | 1.01–1.08 |

In den ersten vier Folgen der ersten Staffel werden unterschiedliche Handlungsstränge hintereinander gezeigt. Zeitlich zwischen den Jahren 1206 und 1249 liegen diese jedoch teilweise mehrere Jahrzehnte auseinander. In der zweiten Folge zum Beispiel wird Gerald im Jahr 1240 begleitet, Yennefer im Jahr 1206 und Ciri in der filmischen Gegenwart – im Jahr 1263.

## Rezeption
Die erste Staffel der Serie wurde von Kritikern gemischt aufgenommen. So erhielt die Staffel auf Rotten Tomatoes, basierend auf 85 ausgewerteten Rezensionen, 67 % positive Kritiken. Axel Weidemann von der Frankfurter Allgemeinen Zeitung bewertete die erste Staffel positiv. Er schreibt: „‚The Witcher‘ vermischt vertikales und horizontales Erzählen auf die vergnüglichste Weise. […] Inhaltlich ist die Serie auch deshalb interessant, weil sie nicht nur ausgetretene Monsterpfade betritt, sondern (Sapkowski sei Dank) in die hintersten Winkel der slawischen Sagenwelt eintaucht“. Weniger überzeugt ist Julian Ignatowitsch vom Deutschlandfunk. So ziehe zwar die fiktive Welt „einen in ihren Bann“, allerdings seien die „Schwächen […] dagegen bei den oft allzu pathetischen Dialogen und dem stellenweise sehr flachen Humor zu erkennen“.
In der Internet Movie Database war die Serie für kurze Zeit die am besten bewertete Netflix-Original-Serie (Stand: Dezember 2019).